# Khachmaz (quận)
Khachmaz (tiếng Azerbaijan:Xaçmaz) là một quận thuộc Azerbaijan. Dân số thời điểm năm 2012 là 144332 người.